# 温韬
溫韜（9世纪—928年），京兆华原（今陝西耀縣）人。五代時期的盜墓賊，曾盜掘唐昭陵。
溫韜少年為盜，後事李茂貞，易名李彥韜。朱全忠圍李茂貞於鳳翔，溫韜以耀州降梁，不久復叛歸茂貞。朱全忠建立后梁，温韬降后梁，易名温昭图，改耀州为崇州，仍任节度使。
温韬在鎮七年，盡堀唐朝帝塚，“唐诸陵在其境内者，悉发掘之，取之所藏金宝。”史載温韬盜唐昭陵：“韜從埏道下，見宮室制度，宏麗不異人間，中為正寢，東西廂列石床，床上石函中為鐵匣，悉藏前世圖書，鐘王筆跡，紙墨如新，韜悉取之，遂傳人間。”又曾率5萬餘眾盜掘唐乾陵，近之輒有風雨，遂止。投降后唐后改名李紹衝。天成元年（926年）後唐明宗入洛陽，將溫韜流放德州，後又下詔賜死。

## 温韬关中盗墓
五代后梁初年，身为土匪首领的温韬投靠梁太祖，被任命为耀州节度使。在控制耀州后，温韬率领手下兵卒对境内及周围地区的唐代帝皇陵墓进行大肆盗掘，以图盗取墓中宝物。其中唐昭陵被掘开后，从墓中石函铁匣内获取了大量前代名家纸墨。因此，关中帝王陵墓遭到了一次有组织、大规模的破坏。唯独唐乾陵因异常坚固，幸免于盗灾。

## 延伸阅读
[在维基数据编辑]
 《舊五代史/卷73》，出自薛居正《舊五代史》
 《新五代史/卷40》，出自歐陽修《新五代史》